# Lennart Czyborra
Lennart-Marten Quint Czyborra (Berlino, 3 maggio 1999) è un calciatore tedesco, difensore svincolato.

## Caratteristiche tecniche
È un terzino sinistro, mancino. È rapido e molto fisico, abile nell'uno contro uno, alle volte rientra sul destro per calciare in porta. Può giocare anche come esterno di centrocampo.

## Carriera

### Club

#### Giovanili ed esordio in Olanda con l'Heracles
Czyborra è cresciuto nel settore giovanile di Motor Eberswalde, Union Berlino, Hertha Berlino, Energie Cottbus e Schalke 04.
Il 24 luglio 2018 viene acquistato a titolo definitivo dall'Heracles Almelo. Esordisce l'11 agosto successivo in occasione del match di Eredivisie pareggiato 1-1 contro l'Ajax.
Nel 2019-2020 si mette in mostra segnando i suoi primi 2 gol in Eredivisie con 4 assist sfornati.

#### Atalanta
Il 22 gennaio 2020 viene acquistato dall'Atalanta per 4,5 milioni di euro. Con i bergamaschi gioca solo una partita di campionato, il 14 luglio, in occasione del successo per 6-2 contro il Brescia, subentrando a Djimsiti al minuto 74.

#### Genoa, parentesi all'Arminia Bielefeld e prestiti al PEC Zwolle e WSG Tirol
Il 9 settembre 2020 viene ceduto al Genoa in prestito biennale con obbligo di riscatto pari a 5,5 milioni. Il 20 settembre successivo esordisce in campionato alla prima giornata contro il Crotone, partita vinta per 4-1 dai grifoni, in cui rileva al 74' Davide Zappacosta. Il 13 gennaio 2021 segna il suo primo gol in Italia, in occasione della partita in casa della Juventus, negli ottavi di finale di Coppa Italia, in cui realizza il primo gol dei grifoni, nella partita persa poi ai supplementari per 3-2. 18 giorni dopo va a segno anche in campionato, nella vittoria per 3-0 in casa del Crotone.
Il 23 agosto 2021 viene riscattato a titolo definitivo dal club ligure ed il giorno seguente, il 24 agosto 2021, passa in prestito ai tedeschi dell'Arminia Bielefeld. Con i nerazzurri colleziona 4 presenze in campionato ed il 31 gennaio 2022 viene risolto il prestito dal Genoa.
L'8 luglio 2023, dopo una stagione nei rossoblù dove colleziona solo 5 presenze tra Serie B e Coppa Italia, passa in prestito annuale al PEC Zwolle, tornando così nel massimo campionato olandese.
Il 19 luglio 2024 passa in prestito al WSG Tirol.

### Nazionale
Ha giocato nelle nazionali giovanili tedesche Under-18 ed Under-19.

## Statistiche

### Presenze e reti nei club
Statistiche aggiornate al 26 maggio 2024.
| Stagione               | Squadra                | Campionato             | Campionato | Campionato | Coppe nazionali | Coppe nazionali | Coppe nazionali | Coppe continentali | Coppe continentali | Coppe continentali | Altre coppe | Altre coppe | Altre coppe | Totale | Totale |
| Stagione               | Squadra                | Comp                   | Pres       | Reti       | Comp            | Pres            | Reti            | Comp               | Pres               | Reti               | Comp        | Pres        | Reti        | Pres   | Reti   |
| ---------------------- | ---------------------- | ---------------------- | ---------- | ---------- | --------------- | --------------- | --------------- | ------------------ | ------------------ | ------------------ | ----------- | ----------- | ----------- | ------ | ------ |
| 2018-2019              | Heracles Almelo        | ED                     | 20+2       | 0          | CO              | 2               | 0               | -                  | -                  | -                  | -           | -           | -           | 24     | 0      |
| 2019-gen. 2020         | Heracles Almelo        | ED                     | 19         | 2          | CO              | 2               | 0               | -                  | -                  | -                  | -           | -           | -           | 21     | 2      |
| Totale Heracles Almelo | Totale Heracles Almelo | Totale Heracles Almelo | 39+2       | 2          |                 | 4               | 0               |                    | -                  | -                  |             | -           | -           | 45     | 2      |
| gen.-ago. 2020         | Atalanta               | A                      | 1          | 0          | CI              | 0               | 0               | UCL                | 0                  | 0                  | -           | -           | -           | 1      | 0      |
| 2020-2021              | Genoa                  | A                      | 17         | 1          | CI              | 2               | 1               | -                  | -                  | -                  | -           | -           | -           | 19     | 2      |
| 2021-gen. 2022         | Arminia Bielefeld      | BL                     | 4          | 0          | CG              | 1               | 0               | -                  | -                  | -                  | -           | -           | -           | 5      | 0      |
| gen.-giu. 2022         | Genoa                  | A                      | 0          | 0          | CI              | -               | -               | -                  | -                  | -                  | -           | -           | -           | 0      | 0      |
| 2022-2023              | Genoa                  | B                      | 3          | 0          | CI              | 2               | 0               | -                  | -                  | -                  | -           | -           | -           | 5      | 0      |
| Totale Genoa           | Totale Genoa           | Totale Genoa           | 20         | 1          |                 | 4               | 1               |                    | -                  | -                  |             | -           | -           | 24     | 2      |
| 2023-2024              | PEC Zwolle             | ED                     | 5          | 0          | CO              | 1               | 0               | -                  | -                  | -                  | -           | -           | -           | 6      | 0      |
| Totale carriera        | Totale carriera        | Totale carriera        | 71         | 3          |                 | 10              | 1               |                    | -                  | -                  |             | -           | -           | 81     | 4      |